# Deux (carte à jouer)
Pour les articles homonymes, voir Deux (homonymie).

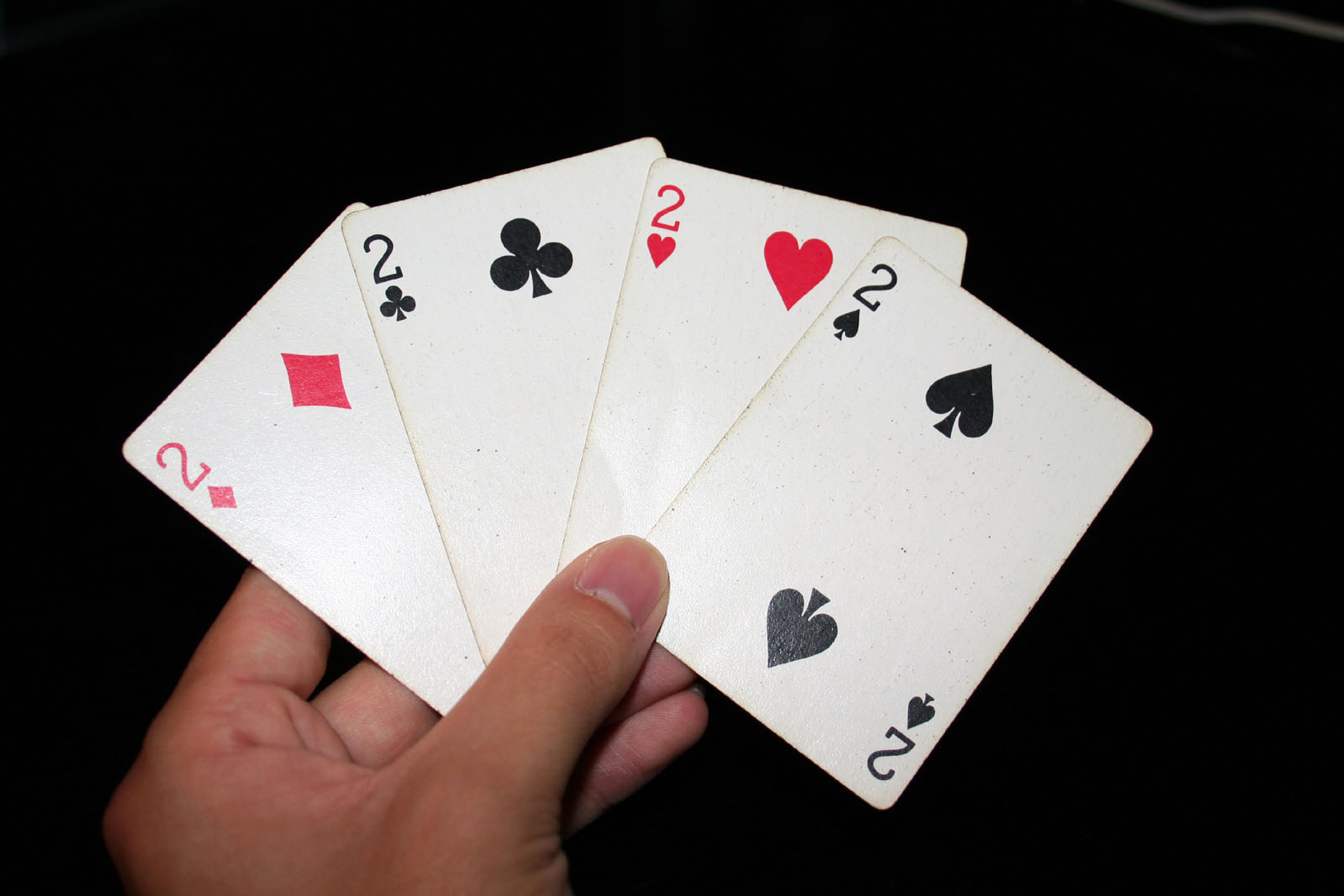
Une main de quatre deux portant les enseignes françaises.

Le deux est une valeur de carte à jouer.

## Historique
Si l'origine précise des cartes à jouer n'est pas connue, elles se sont diffusées en Europe par l'intermédiaire du monde arabe. Les cartes de tarot existent en Italie au début du XIVe siècle, tandis que les cartes non spécifiques au tarot apparaissent en Espagne 50 ans auparavant. Ces jeux de cartes comportent la valeur « deux ».
Pour des raisons pratiques et budgétaires (adaptation des cartes à différents jeux, réduction des coûts lors de l'impression, etc.), les jeux de tarot voient leur nombre de cartes diminuer, par suppression des atouts et des cartes de faible valeur. Tous les pays ne conservent pas les mêmes cartes, ni le même nombre de cartes au total. Par conséquent, les deux restent présents dans les paquets de cartes traditionnels de certains pays, tandis qu'ils sont absents d'autres.
- Les cartes suivantes proviennent du tarot de Visconti-Sforza, imprimé vers 1450 en Italie du Nord[3] :

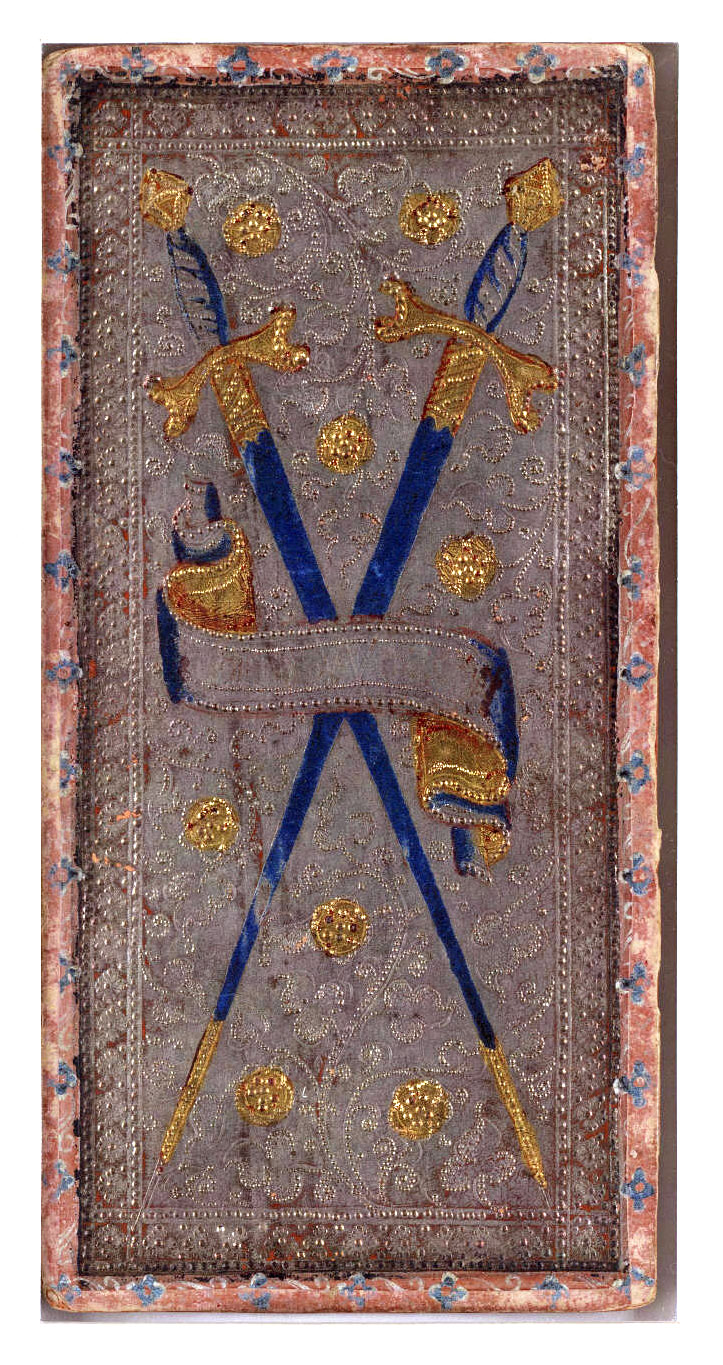
Deux d'épée.
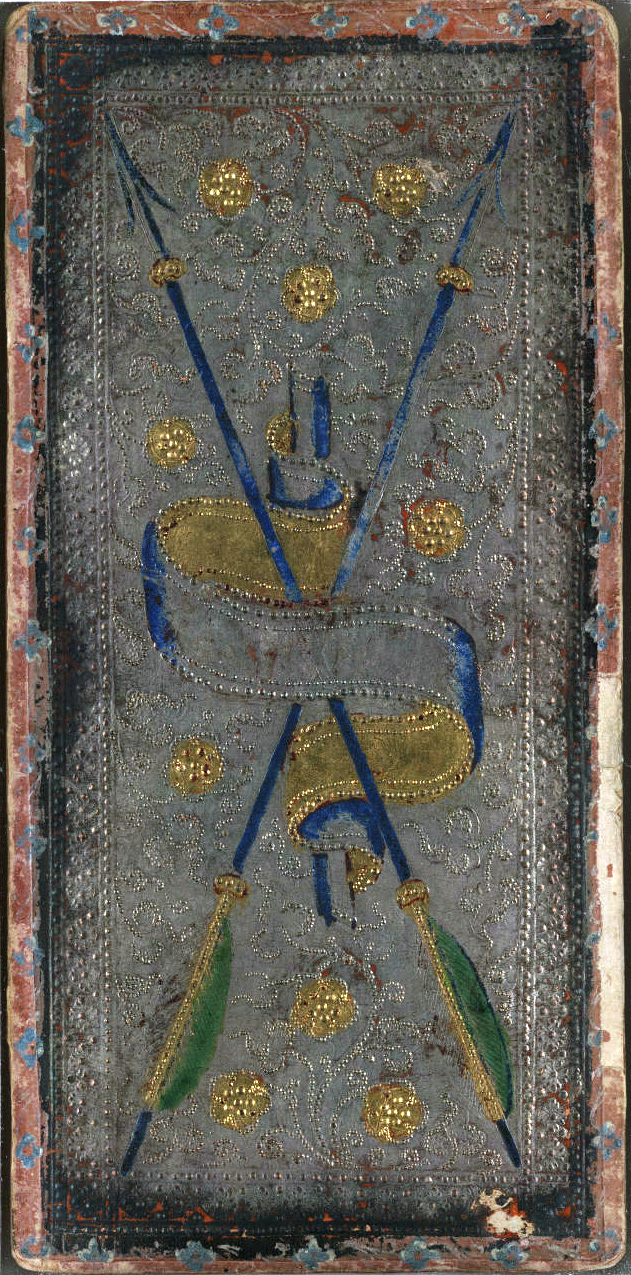
Deux de flèche (bâton).
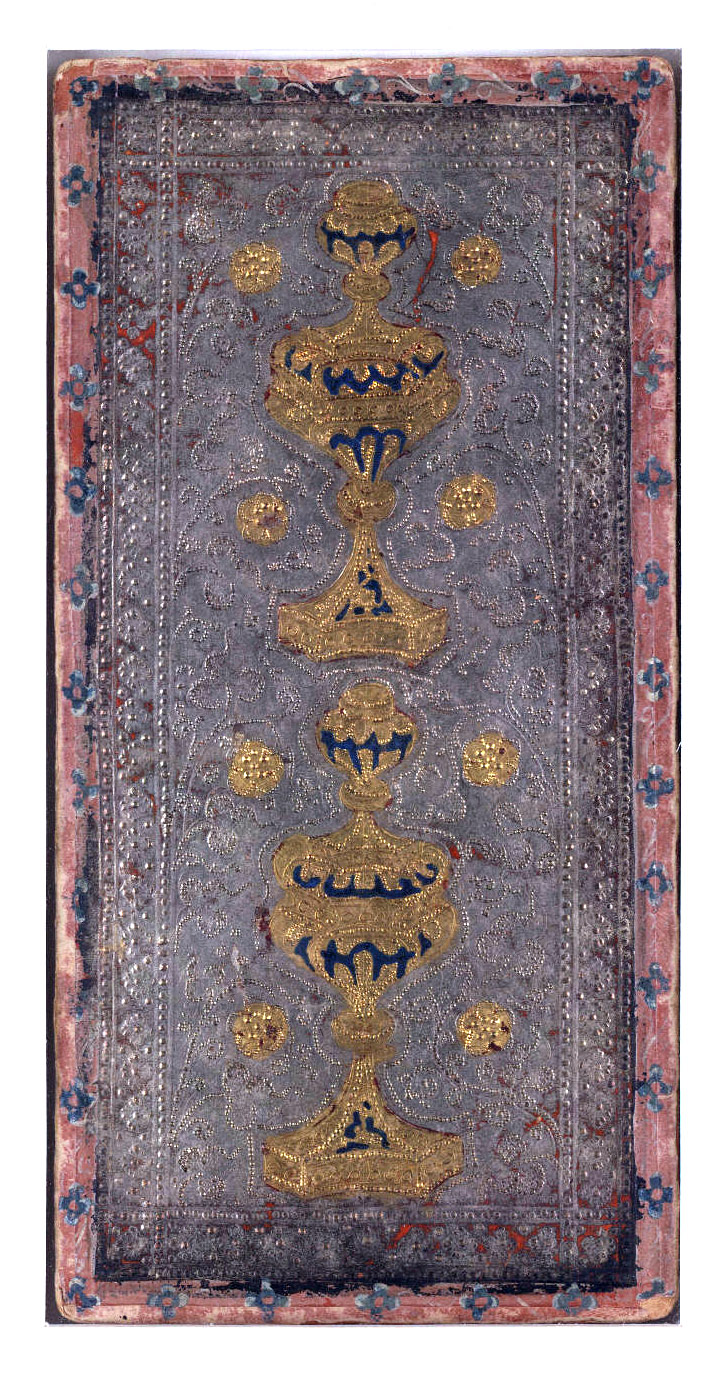
Deux de coupe.
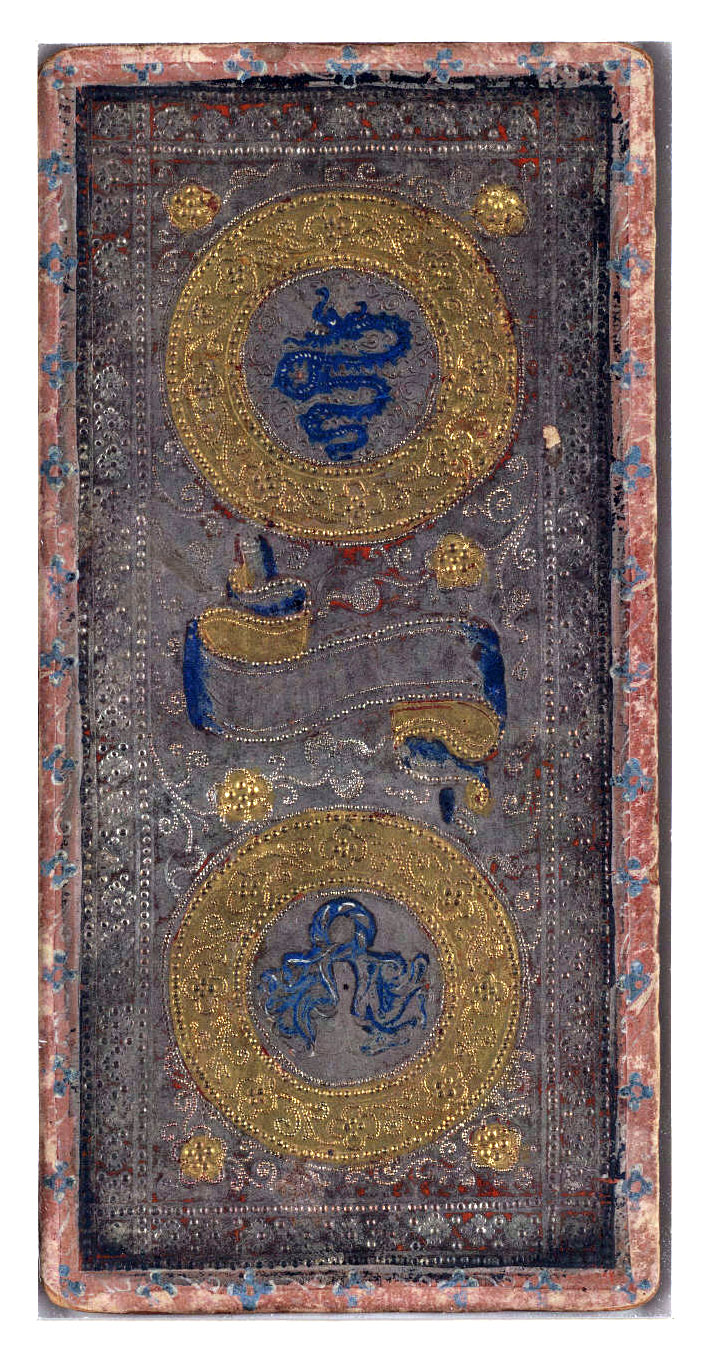
Deux de denier.

- Tarot de Wüst (fin du XIXe siècle, Francfort), prédécesseur du Tarot nouveau (actuellement utilisé en France pour le jeu de tarot) :

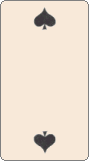
Deux de pique
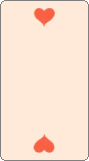
Deux de cœur
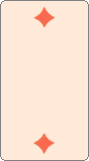
Deux de carreau
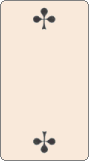
Deux de trèfle

## Usage

### Tarot
Le deux apparaît dans les paquets de 78 cartes de différents jeux de tarot, où il s'agit de la carte la plus faible après l'as. Les enseignes et le dessin des cartes varient suivant les pays.
En France, les enseignes françaises sont généralement utilisées. Les cartes font usage d'un format assez long (60 × 120 mm), permettant de conserver en main un nombre de cartes assez fourni. Le style le plus courant est le Tarot nouveau, dessiné à la fin du XIXe siècle. Dans ce style, la valeur des deux est indiquée par deux enseignes, l'une au centre du haut de la carte, l'autre au centre du bas, à l'envers (permettant de lire la carte dans n'importe quel sens). La valeur « 2 » et l'enseigne sont indiqués dans chaque coin. Aucun autre dessin ne figure sur les cartes, lesquelles sont donc essentiellement blanches :

### Variations régionales

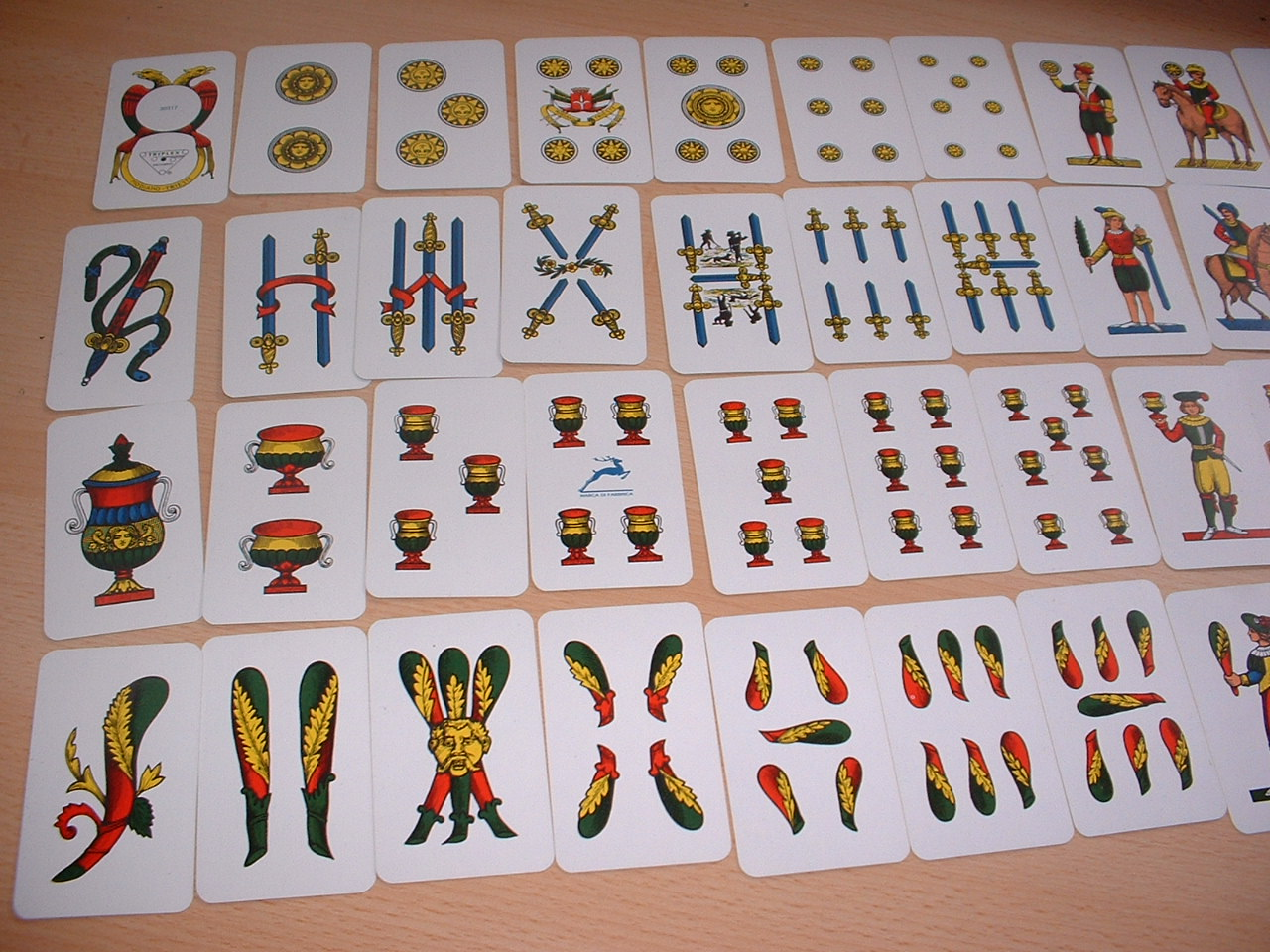
Ensemble complet d'un jeu Napoletane édité par le cartier italien Modiano ; destiné à la Scopa, il utilise les valeurs de 1 à 7 (dont le 2), trois figures (valet, cavalier et roi) et les enseignes latines (bâtons, coupes, deniers et épées).

Du fait de l'évolution différente des jeux de cartes en Europe, le deux n'apparait pas dans toutes les régions :
- Le deux est présent dans les types de paquets suivants :
  - Jeu de 52 cartes (as, valeurs de 2 à 10, valet, dame et roi) :
    - Ce type de jeu est traditionnellement utilisé dans le nord de l'Italie, où il est muni des enseignes latines (bâtons, coupes, deniers et épées)[4],[1]
    - Avec les enseignes françaises (piques, cœurs, carreau et trèfles), il est largement répandu internationalement.

  - Jeu de 48 cartes (valeurs de 1 à 9, valet, cavalier et roi), utilisé en Espagne avec les enseignes latines[5],[1]
  - Jeu de 40 cartes :
    - Espagne et Italie (valeurs de 1 à 7, valet, cavalier, roi)
    - Portugal (valeurs de 2 à 8, valet, cavalier, roi)

- Le deux n'est en revanche pas présent dans le jeu de 32 cartes (valeurs de 7 à 10, valet, dame, roi et as).

La valeur des deux dépend des jeux et des régions. Cependant, il s'agit d'une carte généralement faible, souvent la plus faible du paquet.
La galerie suivante présente les deux d'un jeu de cartes muni des enseignes françaises :

Deux de pique
Deux de cœur
Deux de carreau
Deux de trèfle

La galerie suivante présente les deux d'un jeu de cartes italien muni des enseignes latines, dans le style de Bergame :

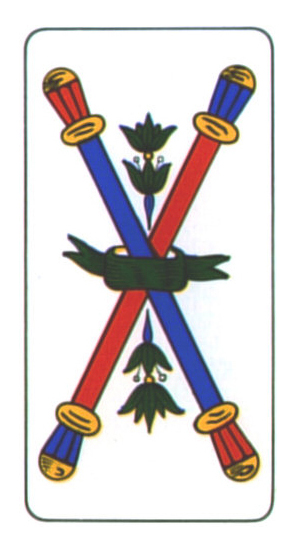
Deux de bâton
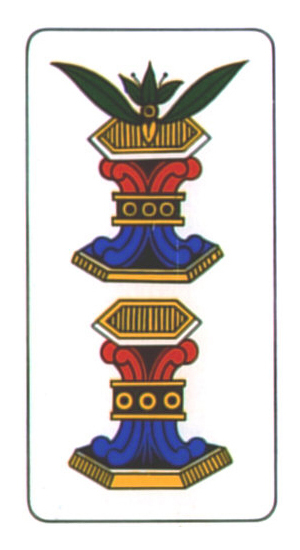
Deux de coupe
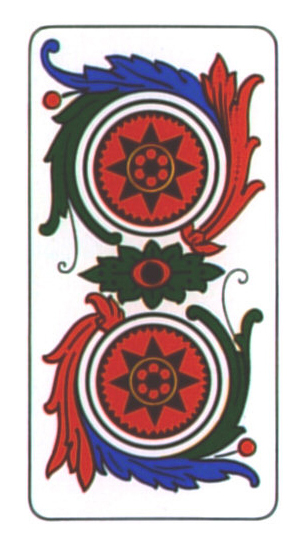
Deux de denier
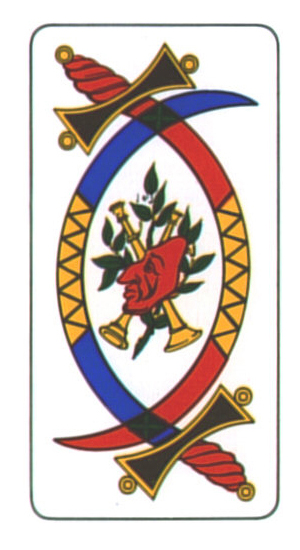
Deux d'épée

### Daus
Dans les jeux de cartes traditionnels des pays de langue germanique (Allemagne du Sud, Autriche, Suisse alémanique, Tyrol du Sud) et d'Europe centrale (Hongrie, République tchèque, Pologne (pl), Croatie, etc.), le deux a suivi une évolution similaire à celle de l'as, promu carte de plus forte valeur,. Sous le nom de Daus, il a subsisté à la réduction du nombre de cartes de certains jeux de tarot, même si les autres cartes de valeur inférieure à 7 ont disparu. Les Daüser suivants proviennent d'un jeu de cartes de Saxe, portant les enseignes allemandes :

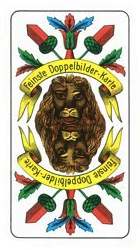
Daus de gland.
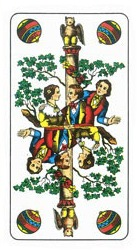
Daus de grelot.
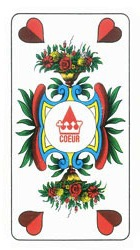
Daus de cœur.
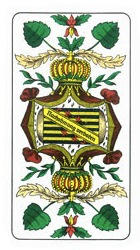
Daus de feuille.